# 新疆维吾尔自治区人民政府国有资产监督管理委员会
新疆維吾爾自治區人民政府国有资产监督管理委员会，简称新疆国资委，是新疆維吾爾自治區人民政府的直属特设机构，負責國有資產的監督管理。

## 監管企業
- 新疆銀行股份有限公司
- 新疆雪峰科技集团
- 新疆新业集团
- 新疆交通建设集团
- 新疆金投公司
- 新疆建筑设计研究院
- 新疆有色集团
- 新疆中泰集团
- 新疆能源集团
- 新疆投资发展集团